# Église Saint-Pancras d'Ipswich
Pour les articles homonymes, voir Église Saint-Pancrace.
L’église Saint-Pancras est une église catholique située à Ipswich en Angleterre. Elle était prévue pour être la cathédrale catholique de l'Angleterre de l'Est.
C'est un monument classé (grade deux).
En 1976, St Pancras, avec toutes les autres paroisses catholiques du Suffolk, a été transféré dans le nouveau diocèse d'East Anglia.
Le jour de Noël 1985, l'église a été gravement incendiée lors d'un incendie criminel, ce qui a obligé à reconstruire notamment l'orgue du chœur.